# Moerenhoutia
Moerenhoutia là một chi thực vật có hoa trong họ, Orchidaceae.